# Primera División Uruguaya 1987
Il campionato era formato da tredici squadre e il Defensor vinse il titolo.

## Classifica finale
| Pos. | Squadra              | G  | V  | N | P  | GF | GS | Punti |
| ---- | -------------------- | -- | -- | - | -- | -- | -- | ----- |
| 1    | Defensor             | 24 | 14 | 5 | 5  | 32 | 18 | 33    |
| 2    | Nacional             | 24 | 13 | 4 | 7  | 40 | 23 | 30    |
| 3    | Bella Vista          | 24 | 11 | 6 | 7  | 35 | 25 | 28    |
| 4    | River Plate          | 24 | 12 | 4 | 8  | 36 | 34 | 28    |
| 5    | Montevideo Wanderers | 24 | 10 | 7 | 7  | 35 | 30 | 27    |
| 6    | Danubio              | 24 | 10 | 5 | 9  | 29 | 21 | 25    |
| 7    | Progreso             | 24 | 9  | 7 | 8  | 24 | 25 | 25    |
| 8    | Peñarol              | 24 | 8  | 7 | 9  | 26 | 28 | 23    |
| 9    | Cerro                | 24 | 6  | 9 | 9  | 18 | 24 | 21    |
| 10   | Central Español      | 24 | 8  | 3 | 13 | 16 | 27 | 19    |
| 11   | Miramar Misiones     | 24 | 5  | 8 | 11 | 31 | 42 | 18    |
| 12   | Huracán Buceo        | 24 | 6  | 6 | 12 | 16 | 29 | 18    |
| 13   | Rampla Juniors       | 24 | 4  | 9 | 11 | 19 | 31 | 17    |

G = Partite giocate; V = Vittorie; N = Nulle/Pareggi; P = Perse; GF = Goal fatti; GS = Goal subiti; 

## Classifica marcatori
| Gol |  |  | Giocatore       | Squadra  |
| --- |  |  | --------------- | -------- |
| 13  |  |  | Gerardo Miranda | Defensor |